# Héctor Scarone
Héctor José Juan Scarone Beretta (Montevideo, 26 novembre 1898 – Montevideo, 4 aprile 1967) è stato un calciatore e allenatore di calcio uruguaiano, di origini liguri, di ruolo attaccante.
Soprannominato "El mago", Rasquetita (in assonanza con il soprannome Rasqueta assegnato al fratello maggiore Carlos) o "el Gardel del fútbol" (in chiaro riferimento al "re del tango" Carlos Gardel), ma anche la Borelli (con riferimento a Lyda Borelli, diva del cinema muto) per il suo carattere bizzoso e altezzoso, è considerato come uno dei più forti giocatori sudamericani della storia del calcio nonché uno dei più grandi calciatori del periodo tra le due guerre mondiali ed uno dei primissimi di sempre anche a livello assoluto. Da alcuni ritenuto anche il miglior giocatore uruguaiano di tutti i tempi, occupa la 40ª posizione nella speciale classifica dei migliori calciatori del XX secolo pubblicata dall'IFFHS e la 20ª posizione della classifica dei migliori calciatori sudamericani del XX secolo pubblicata sempre dalla stessa rivista.
Da calciatore fu Campione del mondo nel 1930 e due volte campione olimpico con la Nazionale uruguaiana, detenendo con tale maglia il record delle reti realizzate (31 in 52 partite) per ottantuno anni, fin quando Diego Forlán, l'11 ottobre 2011, non lo ha superato.

## Biografia
Era figlio di immigrati italiani entrambi nativi di Dego, un piccolo comune in provincia di Genova (oggi in provincia di Savona). Il cognome paterno era Scarrone, poi trasformato Scarone in Uruguay. Il fratello maggiore Carlos fu anch'egli calciatore.

## Caratteristiche tecniche
Pur essendo di corporatura tarchiata, era rapido e agile. A queste doti fisiche abbinava una grande tecnica individuale: praticamente ambidestro, eccelleva in tutti i fondamentali del gioco d'attacco (dribbling, passaggi, tiro a rete e calci di rigore). Il suo repertorio comprendeva tanto numeri individuali quanto l'abilità nel servire assist ai compagni anche in spazi ristretti o nel concludere in prima persona, distinguendosi in questo modo sia come realizzatore sia come rifinitore. Era anche abile nel gioco aereo: sapeva restare in sospensione per colpire il pallone di testa, precursore in questo gesto di Pelè e Sándor Kocsis.
La sua tecnica e intelligenza calcistica gli consentivano di agire in più ruoli dell'attacco: ha giocato soprattutto come mezzala con compiti di regia offensiva, ma si è anche disimpegnato come ala destra o centravanti. Non disdegnava di ripiegare in aiuto alla propria difesa, soprattutto quando veniva schierato in posizione di interno.

## Carriera

### Club

#### Gli esordi e il Nacionàl
Dopo gli esordi in alcune squadre minori di Montevideo Scarone entra nelle giovanili del Nacional nel 1914, giocando la sua prima partita nella Primera División Uruguaya nel 1916. Nel Decano, in cui milita già il fratello maggiore Carlos (anch'egli attaccante), Héctor diviene in breve uno degli uomini chiave. Il Nacional sta in quell'epoca dominando il calcio uruguaiano e Scarone contribuisce alla conquista di due titoli nazionali consecutivi (1916 e 1917), della Copa Ricardo Aldao (1916) e della Copa de Honor nel 1917.
Dopo l'infausto 1918 (quando il Nacional perde la sua grande bandiera e capitano Abdón Porte, morto suicida), nel quale Scarone realizza comunque il suo record di marcature stagionali (21), nel 1919 vince il terzo titolo nazionale e di nuovo la Copa Ricardo Aldao, replicando la doppietta nel 1920.
In effetti anche gli anni venti saranno pieni di successi per Scarone. Con il Nacional vince infatti altri tre titoli uruguaiani (1922, 1923 e 1924).

#### L'approdo in Europa
Tra il 1925 e il 1926 il campionato uruguaiano subisce una sospensione, a causa di contrasti tra la Federazione calcistica dell'Uruguay e la dissidente Federación Uruguaya de Football. Il Nacional ne approfitta per intraprendere un lungo tour europeo, giocando 38 partite tra marzo e agosto 1925. Scarone è capocannoniere con 26 reti e si mette ripetutamente in mostra, soprattutto nella partita giocata a Barcellona, suscitando così l'interesse dei blaugrana. Nel gennaio 1926 Scarone accetta così la chiamata del Barcellona, e diventa il primo nazionale uruguaiano a militare in un club europeo (e il secondo calciatore del suo Paese, dopo Julio Bavastro, approdato al Milan nel 1910).
Affiancato a Josep Samitier, gioca solamente in partite amichevoli (10 presenze e 6 reti) e già dopo sei mesi el Mago torna al Nacional. Il Barça, che in quell'anno diviene club professionistico, gli propone infatti un ricco ingaggio, ma Scarone sa che, nel caso in cui firmi, dovrà rinunciare a giocare il torneo di calcio di Amsterdam 1928, essendo all'epoca la manifestazione riservata ad atleti dilettanti.

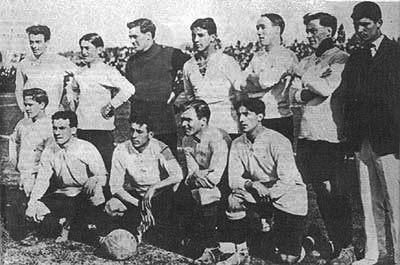
Héctor Scarone (secondo da sinistra in basso) in posa con la nazionale uruguaiana vincitrice del Campeonato Sudamericano de Football 1917

Con il Decano partecipa a un nuovo tour, questa volta nel Nord America, tra marzo e luglio 1927, realizzando 23 reti in 19 partite amichevoli. Dopo il suo ritorno dalla Spagna, tuttavia, inizia ad essere impiegato con minore continuità in campionato, pur mantenendo alte medie realizzative.

#### L'esperienza italiana e gli ultimi anni
Nel 1931 Scarone tenta l'avventura italiana, giocando la stagione 1931-1932 con la maglia dell'Ambrosiana-Inter, della quale fu uno dei primi giocatori oriundi assieme all'argentino Atilio Demaría e dopo Julio Bavastro. L'esperienza non è però delle migliori: pur realizzando 7 goal in 14 partite, a fianco di Giuseppe Meazza (che ne rimase fortemente impressionato e anni dopo lo definirà «il miglior giocatore del mondo»), Scarone è frenato da continui infortuni e da un'età non più giovanissima. Curioso il soprannome di Garibaldi, attribuitogli dai tifosi dopo una partita con la Lazio, in cui segnò due reti nonostante il suo viso fosse coperto di sangue dopo aver ricevuto una botta.
L'anno seguente passa al Palermo, neopromosso in Serie A: due salvezze (in entrambi i casi i rosanero si piazzano dodicesimi) nelle stagioni 1932-1933 e 1933-1934 e 13 reti in 56 partite. Poi el Mago torna a Montevideo al Nacional.
Con El Decano la squadra vince un ultimo titolo nazionale, l'ottavo, nel 1934. Le sue apparizioni sono sempre più sporadiche, tanto da entrare in attrito con il club a causa della mancanza di assiduità negli allenamenti. Resta al Nacional fino al 1939, con l'intermezzo di una stagione nei Montevideo Wanderers, pur disputando nelle ultime due annate solamente partite amichevoli. In totale con la maglia del Nacional ha realizzato 301 goal in 369 partite tra competizioni ufficiali, non ufficiali e amichevoli.

### Nazionale
Debutta nell'Uruguay il 2 settembre 1917, dopo le prime due stagioni da protagonista nel Nacional, in occasione della partita di Copa Newton contro l'Argentina. Il commissario tecnico Ramón Platero lo conferma nella rosa dei convocati per la seconda edizione del Campeonato Sudamericano (l'equivalente dell'odierna Copa América), giocata proprio in Uruguay. Insieme al fratello Carlos e all'altra stella dell'attacco uruguaiano, Ángel Romano, Scarone si erge a protagonista assoluto, realizzando 2 goal in 3 partite: tra essi, soprattutto, quello segnato il 14 ottobre all'Argentina, che regala all'Uruguay il secondo titolo sudamericano consecutivo.
Ormai punto fermo della nazionale, si aggiudica anche il Campeonato Sudamericano 1923, titolo che vale alla Celeste il visto per il torneo olimpico di calcio di Parigi 1924. Scarone prende parte all'avventura olimpica, che si conclude con la conquista della medaglia d'oro, dopo il 3-0 in finale contro la Svizzera il 9 giugno.
In ottobre dello stesso anno l'Uruguay ospita nuovamente il Campeonato Sudamericano e per Scarone e compagni è un nuovo trionfo. Dopo la vittoria non colleziona ulteriori presenze con l'Uruguay per due anni consecutivi, fino al Campeonato Sudamericano de Football 1926 nel concluso con il suo quarto (e ultimo) successo nel torneo continentale.
Nel Campeonato Sudamericano de Football 1927, pur mancando il successo finale, è capocannoniere con 3 reti, mentre l'anno successivo partecipa al suo secondo torneo olimpico. Pur impiegato con minore continuità, va a segno in tutte le tre partite disputate compresa la ripetizione della finale contro i rivali dell'Argentina: è lui a realizzare il gol decisivo, con un tiro da 40 metri, che assegna alla Celeste la seconda medaglia d'oro olimpica della sua storia. In occasione della marcatura l'assist gli viene servito da René Borjas, con cui non è in buoni rapporti: il passaggio di testa viene accompagnato dalle parole "Tuya Hector!", entrate in seguito nel linguaggio comune in Uruguay per indicare un attestato di fiducia nei confronti dell'interlocutore.
Due anni dopo giunge il trionfo più importante di tutta la sua carriera, il titolo mondiale. Nel 1930 l'Uruguay ospita la prima edizione dei mondiali di calcio: Scarone segna un solo gol (nel 4-0 con cui la Celeste liquida la Romania) dopo aver saltato la prima partita contro il Perù a causa di un crollo nervoso, ma è comunque determinante per la conquista del titolo iridato, tanto da essere incluso nell'All Star Team della FIFA. Nella finale vinta 4-2 contro l'Argentina Scarone si laurea campione del mondo all'età di 31 anni: è la sua ultima partita con la Celeste, con cui totalizza 52 presenze e 31 reti (70 presenze e 42 reti se si comprendono anche le partite non ufficiali).

## Dopo il ritiro
Lasciata l'attività agonistica Scarone intraprende per qualche tempo l'attività di croupier al Casino di Montevideo, e successivamente apre una drogheria. Dopo la fine della Seconda Guerra Mondiale inizia l'attività di allenatore: guida i colombiani del Millonarios, le giovanili del Nacional, il Real Madrid (dal marzo 1951 all'aprile 1952) e nel 1954 è assistente di Héctor Romero sempre al Nacional. Nel 1950 torna in campo per l'ultima volta con la maglia del Decano, entrando nel secondo tempo della partita amichevole contro una selezione di Treinta y Tres. Tra il 1959 e il 1960 allena il Deportivo Quito, in Ecuador.
Nel 1974 il Nacional gli ha dedicato la tribuna est del proprio stadio, il Gran Parque Central.

## Statistiche

### Presenze e reti nei club[2]
| Stagione        | Squadra              | Campionato      | Campionato | Campionato | Coppe nazionali | Coppe nazionali | Coppe nazionali | Coppe continentali | Coppe continentali | Coppe continentali | Altre coppe | Altre coppe | Altre coppe | Totale | Totale |
| Stagione        | Squadra              | Comp            | Pres       | Reti       | Comp            | Pres            | Reti            | Comp               | Pres               | Reti               | Comp        | Pres        | Reti        | Pres   | Reti   |
| --------------- | -------------------- | --------------- | ---------- | ---------- | --------------- | --------------- | --------------- | ------------------ | ------------------ | ------------------ | ----------- | ----------- | ----------- | ------ | ------ |
| 1916            | Nacional             | PD              | 14         | 9          | CC+CH           | 1+1             | 1+0             | CRA+CHC            | 1+1                | 0+1                | -           | -           | -           | 18     | 11     |
| 1917            | Nacional             | PD              | 15         | 13         | CC+CH+CCA       | 1+3+7           | 0+4+4           | -                  | -                  | -                  | -           | -           | -           | 26     | 21     |
| 1918            | Nacional             | PD              | 15         | 21         | CC+CH           | 3+2             | 4+1             | CRA                | 2                  | 0                  | -           | -           | -           | 22     | 26     |
| 1919            | Nacional             | PD              | 16         | 8          | CC+CP+CCA       | 4+1+3           | 2+0+3           | -                  | -                  | -                  | -           | -           | -           | 24     | 13     |
| 1920            | Nacional             | PD              | 18         | 20         | CH+CP+CCA       | 3+3+1           | 0+3+1           | CRA+CCCB           | 1+1                | 1+0                | -           | -           | -           | 27     | 25     |
| 1921            | Nacional             | PD              | 17         | 6          | CC+CP           | 2+3             | 1+2             | CRA                | 1                  | 0                  | -           | -           | -           | 23     | 9      |
| 1922            | Nacional             | PD              | 14         | 9          | CC+CH+CP        | 2+1+3           | 2+0+1           | -                  | -                  | -                  | -           | -           | -           | 20     | 12     |
| 1923            | Nacional             | PD              | 18         | 20         | CC              | 4               | 4               | -                  | -                  | -                  | -           | -           | -           | 22     | 24     |
| 1924            | Nacional             | PD              | 8          | 9          | -               | -               | -               | -                  | -                  | -                  | -           | -           | -           | 8      | 9      |
| gen.-giu. 1926  | Barcellona           | CC              | 0          | 0          | CR              | 0               | 0               | -                  | -                  | -                  | -           | -           | -           | 0      | 0      |
| 1927            | Nacional             | PD              | 10         | 4          | -               | -               | -               | -                  | -                  | -                  | -           | -           | -           | 10     | 4      |
| 1928            | Nacional             | PD              | 8          | 8          | CS              | 1               | 0               | -                  | -                  | -                  | -           | -           | -           | 9      | 8      |
| 1929            | Nacional             | PD              | 18         | 13         | CS              | 1               | 1               | -                  | -                  | -                  | -           | -           | -           | 19     | 14     |
| 1931            | Nacional             | PD              | 6          | 6          | -               | -               | -               | -                  | -                  | -                  | -           | -           | -           | 6      | 6      |
| 1931-1932       | Ambrosiana-Inter     | A               | 14         | 7          | -               | -               | -               | -                  | -                  | -                  | -           | -           | -           | 14     | 7      |
| 1932-1933       | Palermo              | A               | 29         | 4          | -               | -               | -               | -                  | -                  | -                  | -           | -           | -           | 29     | 4      |
| 1932-1933       | Palermo              | PD              | 1          | 1          | -               | -               | -               | -                  | -                  | -                  | -           | -           | -           | 1      | 1      |
| 1933-1934       | Palermo              | A               | 27         | 9          | -               | -               | -               | -                  | -                  | -                  | -           | -           | -           | 27     | 9      |
| 1933-1934       | Palermo              | PD              | 1          | 0          | -               | -               | -               | -                  | -                  | -                  | -           | -           | -           | 1      | 0      |
| Totale Palermo  | Totale Palermo       | Totale Palermo  | 56+2       | 13+1       | -               | -               | -               | -                  | -                  | -                  | -           | -           | -           | 58     | 14     |
| 1934            | Nacional             | PD              | 9          | 5          | -               | -               | -               | -                  | -                  | -                  | -           | -           | -           | 9      | 5      |
| 1935            | Nacional             | PD              | 6          | 1          | -               | -               | -               | -                  | -                  | -                  | -           | -           | -           | 6      | 1      |
| 1936            | Nacional             | PD              | 0          | 0          | -               | -               | -               | -                  | -                  | -                  | -           | -           | -           | 0      | 0      |
| 1937            | Montevideo Wanderers | PD              | ?          | ?          | -               | -               | -               | -                  | -                  | -                  | -           | -           | -           | ?      | ?      |
| 1938            | Nacional             | PD              | 0          | 0          | -               | -               | -               | -                  | -                  | -                  | -           | -           | -           | 0      | 0      |
| 1939            | Nacional             | PD              | 0          | 0          | -               | -               | -               | -                  | -                  | -                  | -           | -           | -           | 0      | 0      |
| Totale Nacional | Totale Nacional      | Totale Nacional | 192        | 152        | -               | 50              | 34              | -                  | 7                  | 2                  | -           | -           | -           | 249    | 188    |
| Totale carriera | Totale carriera      | Totale carriera | 264        | 173        | -               | 50              | 34              | -                  | 7                  | 2                  | -           | -           | -           | 321    | 209    |

### Cronologia presenze e reti in nazionale[25]
| Cronologia completa delle presenze e delle reti in nazionale ― Uruguay | Cronologia completa delle presenze e delle reti in nazionale ― Uruguay | Cronologia completa delle presenze e delle reti in nazionale ― Uruguay | Cronologia completa delle presenze e delle reti in nazionale ― Uruguay | Cronologia completa delle presenze e delle reti in nazionale ― Uruguay | Cronologia completa delle presenze e delle reti in nazionale ― Uruguay | Cronologia completa delle presenze e delle reti in nazionale ― Uruguay | Cronologia completa delle presenze e delle reti in nazionale ― Uruguay |
| Data                                                                   | Città                                                                  | In casa                                                                | Risultato                                                              | Ospiti                                                                 | Competizione                                                           | Reti                                                                   | Note                                                                   |
| ---------------------------------------------------------------------- | ---------------------------------------------------------------------- | ---------------------------------------------------------------------- | ---------------------------------------------------------------------- | ---------------------------------------------------------------------- | ---------------------------------------------------------------------- | ---------------------------------------------------------------------- | ---------------------------------------------------------------------- |
| 2-9-1917                                                               | Montevideo                                                             | Uruguay                                                                | 1 – 0                                                                  | Argentina                                                              | Copa Newton                                                            | -                                                                      |                                                                        |
| 30-9-1917                                                              | Montevideo                                                             | Uruguay                                                                | 4 – 0                                                                  | Cile                                                                   | Campeonato Sudamericano 1917                                           | -                                                                      |                                                                        |
| 7-10-1917                                                              | Montevideo                                                             | Uruguay                                                                | 4 – 0                                                                  | Brasile                                                                | Campeonato Sudamericano 1917                                           | 1                                                                      |                                                                        |
| 14-10-1917                                                             | Montevideo                                                             | Uruguay                                                                | 1 – 0                                                                  | Argentina                                                              | Campeonato Sudamericano 1917                                           | 1                                                                      |                                                                        |
| 28-7-1918                                                              | Montevideo                                                             | Uruguay                                                                | 3 – 1                                                                  | Argentina                                                              | Gran Premio de Honor Uruguayo                                          | 1                                                                      |                                                                        |
| 15-8-1918                                                              | Buenos Aires                                                           | Argentina                                                              | 0 – 0 dts                                                              | Uruguay                                                                | Gran Premio de Honor Argentino                                         | -                                                                      |                                                                        |
| 25-8-1918                                                              | Buenos Aires                                                           | Argentina                                                              | 2 – 1                                                                  | Uruguay                                                                | Gran Premio de Honor Argentino                                         | -                                                                      |                                                                        |
| 20-9-1918                                                              | Montevideo                                                             | Uruguay                                                                | 0 – 0                                                                  | Argentina                                                              | Copa Lipton                                                            | -                                                                      |                                                                        |
| 29-9-1918                                                              | Buenos Aires                                                           | Argentina                                                              | 2 – 0                                                                  | Uruguay                                                                | Copa Newton                                                            | -                                                                      |                                                                        |
| 13-5-1919                                                              | Rio de Janeiro                                                         | Uruguay                                                                | 3 – 2                                                                  | Argentina                                                              | Campeonato Sudamericano 1919                                           | 1                                                                      |                                                                        |
| 17-5-1919                                                              | Rio de Janeiro                                                         | Uruguay                                                                | 2 – 0                                                                  | Cile                                                                   | Campeonato Sudamericano 1919                                           | -                                                                      |                                                                        |
| 25-5-1919                                                              | Rio de Janeiro                                                         | Brasile                                                                | 2 – 2                                                                  | Uruguay                                                                | Campeonato Sudamericano 1919                                           | -                                                                      |                                                                        |
| 29-5-1919                                                              | Rio de Janeiro                                                         | Brasile                                                                | 1 – 0 dts                                                              | Uruguay                                                                | Campeonato Sudamericano 1919                                           | -                                                                      |                                                                        |
| 18-7-1919                                                              | Montevideo                                                             | Uruguay                                                                | 4 – 1                                                                  | Argentina                                                              | Gran Premio de Honor Uruguayo                                          | 2                                                                      |                                                                        |
| 7-9-1919                                                               | Buenos Aires                                                           | Argentina                                                              | 1 – 2                                                                  | Uruguay                                                                | Copa Lipton                                                            | 2                                                                      |                                                                        |
| 7-12-1919                                                              | Montevideo                                                             | Uruguay                                                                | 4 – 2                                                                  | Argentina                                                              | Press Circle Cup                                                       | 1                                                                      |                                                                        |
| 18-7-1920                                                              | Montevideo                                                             | Uruguay                                                                | 2 – 0                                                                  | Argentina                                                              | Gran Premio de Honor Uruguayo                                          | 1                                                                      |                                                                        |
| 25-7-1920                                                              | Buenos Aires                                                           | Argentina                                                              | 1 – 3                                                                  | Uruguay                                                                | Copa Newton                                                            | -                                                                      |                                                                        |
| 10-12-1922                                                             | Montevideo                                                             | Uruguay                                                                | 1 – 0                                                                  | Argentina                                                              | Gran Premio de Honor Uruguayo                                          | -                                                                      |                                                                        |
| 17-12-1922                                                             | Buenos Aires                                                           | Argentina                                                              | 2 – 2                                                                  | Uruguay                                                                | Copa Newton                                                            | -                                                                      |                                                                        |
| 22-7-1923                                                              | Montevideo                                                             | Uruguay                                                                | 2 – 2                                                                  | Argentina                                                              | Gran Premio de Honor Uruguayo                                          | -                                                                      |                                                                        |
| 30-9-1923                                                              | Montevideo                                                             | Uruguay                                                                | 0 – 2                                                                  | Argentina                                                              | Gran Premio de Honor Uruguayo                                          | -                                                                      |                                                                        |
| 4-11-1923                                                              | Montevideo                                                             | Uruguay                                                                | 2 – 0                                                                  | Paraguay                                                               | Campeonato Sudamericano 1923                                           | 1                                                                      |                                                                        |
| 25-11-1923                                                             | Montevideo                                                             | Uruguay                                                                | 2 – 1                                                                  | Brasile                                                                | Campeonato Sudamericano 1923                                           | -                                                                      |                                                                        |
| 2-12-1923                                                              | Montevideo                                                             | Uruguay                                                                | 2 – 0                                                                  | Argentina                                                              | Campeonato Sudamericano 1923                                           | -                                                                      |                                                                        |
| 26-5-1924                                                              | Parigi                                                                 | Uruguay                                                                | 7 – 0                                                                  | Jugoslavia                                                             | Olimpiadi 1924 - Qualificazione                                        | 1                                                                      |                                                                        |
| 29-5-1924                                                              | Parigi                                                                 | Uruguay                                                                | 3 – 0                                                                  | Stati Uniti                                                            | Olimpiadi 1924 - Ottavi di finale                                      | 1                                                                      |                                                                        |
| 1-6-1924                                                               | Parigi                                                                 | Uruguay                                                                | 5 – 1                                                                  | Francia                                                                | Olimpiadi 1924 - Quarti di finale                                      | 2                                                                      |                                                                        |
| 6-6-1924                                                               | Parigi                                                                 | Uruguay                                                                | 2 – 1                                                                  | Paesi Bassi                                                            | Olimpiadi 1924 - Semifinali                                            | 1                                                                      |                                                                        |
| 9-6-1924                                                               | Parigi                                                                 | Uruguay                                                                | 3 – 0                                                                  | Svizzera                                                               | Olimpiadi 1924 - Finale                                                | -                                                                      | 1º titolo olimpico                                                     |
| 21-9-1924                                                              | Montevideo                                                             | Uruguay                                                                | 1 – 1                                                                  | Argentina                                                              | Amichevole                                                             | -                                                                      |                                                                        |
| 28-9-1924                                                              | Buenos Aires                                                           | Argentina                                                              | 0 – 0                                                                  | Uruguay                                                                | Amichevole                                                             | -                                                                      |                                                                        |
| 2-10-1924                                                              | Buenos Aires                                                           | Argentina                                                              | 2 – 1                                                                  | Uruguay                                                                | Amichevole                                                             | -                                                                      |                                                                        |
| 19-10-1924                                                             | Montevideo                                                             | Uruguay                                                                | 5 – 0                                                                  | Cile                                                                   | Campeonato Sudamericano 1924                                           | -                                                                      |                                                                        |
| 26-10-1924                                                             | Montevideo                                                             | Uruguay                                                                | 3 – 1                                                                  | Paraguay                                                               | Campeonato Sudamericano 1924                                           | -                                                                      |                                                                        |
| 17-10-1926                                                             | Santiago                                                               | Cile                                                                   | 1 – 3                                                                  | Uruguay                                                                | Campeonato Sudamericano 1926                                           | 1                                                                      |                                                                        |
| 24-10-1926                                                             | Santiago                                                               | Uruguay                                                                | 2 – 0                                                                  | Argentina                                                              | Campeonato Sudamericano 1926                                           | -                                                                      |                                                                        |
| 28-10-1926                                                             | Santiago                                                               | Uruguay                                                                | 6 – 0                                                                  | Bolivia                                                                | Campeonato Sudamericano 1926                                           | 5                                                                      |                                                                        |
| 1-11-1926                                                              | Santiago                                                               | Uruguay                                                                | 6 – 1                                                                  | Paraguay                                                               | Campeonato Sudamericano 1926                                           | -                                                                      |                                                                        |
| 28-8-1927                                                              | Buenos Aires                                                           | Argentina                                                              | 0 – 1                                                                  | Uruguay                                                                | Copa Lipton                                                            | 1                                                                      |                                                                        |
| 6-11-1927                                                              | Lima                                                                   | Uruguay                                                                | 9 – 0                                                                  | Bolivia                                                                | Campeonato Sudamericano 1927                                           | 1                                                                      |                                                                        |
| 20-11-1927                                                             | Lima                                                                   | Uruguay                                                                | 2 – 3                                                                  | Argentina                                                              | Campeonato Sudamericano 1927                                           | 2                                                                      |                                                                        |
| 10-12-1927                                                             | Viña del Mar                                                           | Cile                                                                   | 2 – 3                                                                  | Uruguay                                                                | Amichevole                                                             | 1                                                                      |                                                                        |
| 30-5-1928                                                              | Amsterdam                                                              | Uruguay                                                                | 2 – 0                                                                  | Paesi Bassi                                                            | Olimpiadi 1928 - Ottavi di finale                                      | 1                                                                      |                                                                        |
| 7-6-1928                                                               | Amsterdam                                                              | Uruguay                                                                | 3 – 2                                                                  | Italia                                                                 | Olimpiadi 1928 - Semifinale                                            | 1                                                                      |                                                                        |
| 13-6-1928                                                              | Amsterdam                                                              | Uruguay                                                                | 2 – 1                                                                  | Argentina                                                              | Olimpiadi 1928 - Finale                                                | 1                                                                      | 2º titolo olimpico                                                     |
| 16-6-1929                                                              | Montevideo                                                             | Uruguay                                                                | 1 – 1                                                                  | Argentina                                                              | Amichevole                                                             | -                                                                      |                                                                        |
| 17-11-1929                                                             | Buenos Aires                                                           | Argentina                                                              | 2 – 0                                                                  | Uruguay                                                                | Campeonato Sudamericano 1929                                           | -                                                                      |                                                                        |
| 25-5-1930                                                              | Buenos Aires                                                           | Argentina                                                              | 1 – 1                                                                  | Uruguay                                                                | Copa Newton                                                            | -                                                                      |                                                                        |
| 21-7-1930                                                              | Montevideo                                                             | Uruguay                                                                | 4 – 0                                                                  | Romania                                                                | Mondiali 1930 - 1º turno                                               | 1                                                                      |                                                                        |
| 27-7-1930                                                              | Montevideo                                                             | Uruguay                                                                | 6 – 1                                                                  | Jugoslavia                                                             | Mondiali 1930 - Semifinale                                             | -                                                                      |                                                                        |
| 30-7-1930                                                              | Montevideo                                                             | Uruguay                                                                | 4 – 2                                                                  | Argentina                                                              | Mondiali 1930 - Finale                                                 | -                                                                      | 1º titolo mondiale                                                     |
| Totale                                                                 |                                                                        | Presenze                                                               | 52                                                                     |                                                                        | Reti (4º posto)                                                        | 31                                                                     |                                                                        |

## Palmarès

### Giocatore

#### Club
- Campionato uruguaiano: 8

Nacional: 1916, 1917, 1919, 1920, 1922, 1923, 1924, 1934
- Copa de Honor: 2

Nacional: 1916, 1917
- Copa de Honor Cousenier: 1

Nacional: 1916
- Copa Ricardo Aldao: 3

Nacional: 1916, 1919, 1920
- Copa de Campeonato Albion: 1

Nacional: 1919
- Copa Competencia Uruguaya: 3

Nacional: 1919, 1921, 1923
- Copa León Peyrou: 3

Nacional: 1920, 1921, 1922
- Campeonato Ing. José Serrato: 1

Nacional: 1928

#### Nazionale
- Campionato mondiale: 1

Uruguay 1930
- Oro olimpico: 2

Parigi 1924, Amsterdam 1928
- Campeonato Sudamericano de Football: 4

1917, 1923, 1924, 1926
- Copa Lipton: 2

1919, 1927
- Copa Newton: 4

1917, 1920, 1922, 1930

#### Individuale
- Miglior giocatore del Campeonato Sudamericano de Football: 1

Uruguay 1917
- Capocannoniere del Campeonato Sudamericano de Football: 1

1927 (3 gol, a pari merito con 4 giocatori)